# Nariu

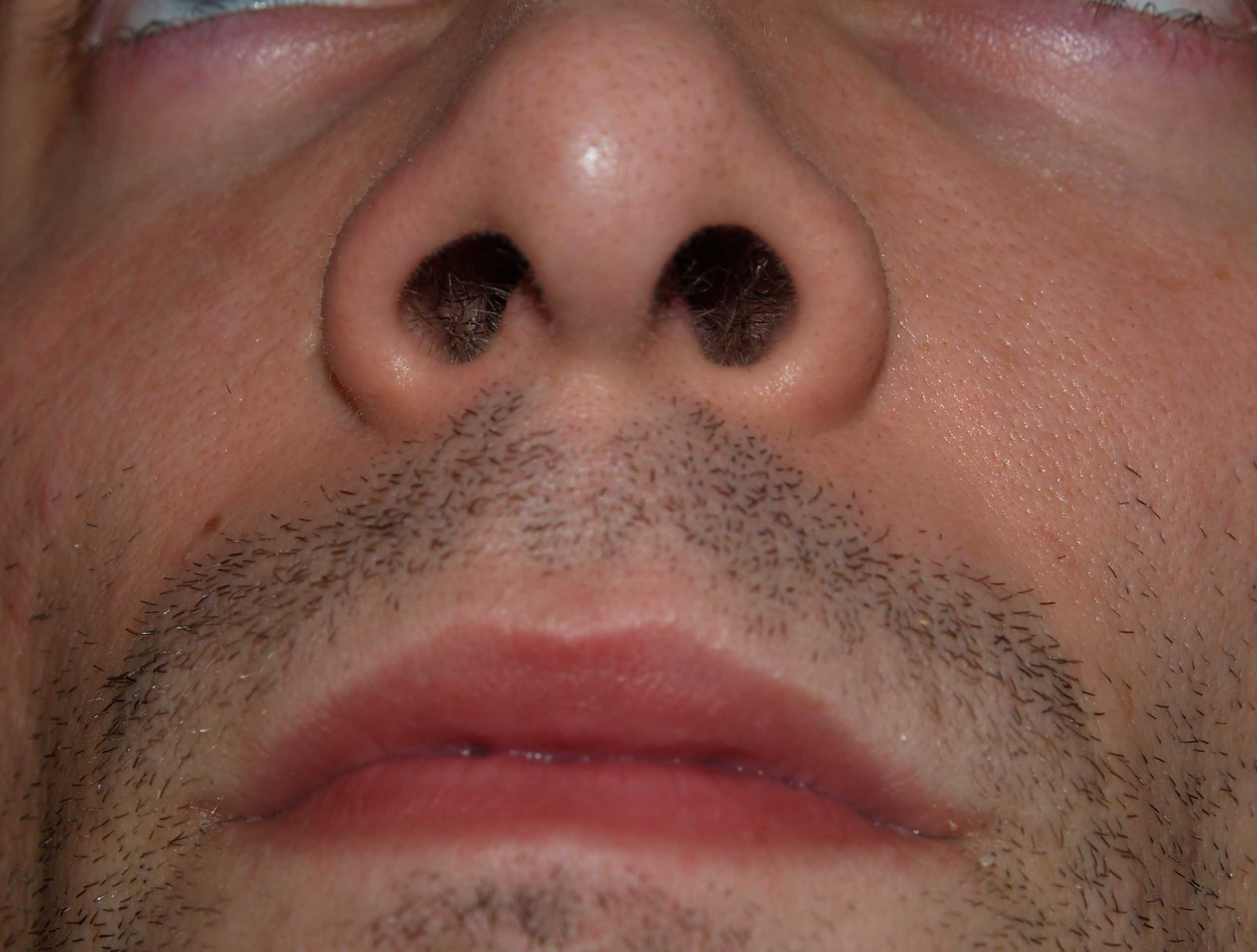
Narius humans

Un nariu és un dels dos canals del nas, des del punt en què es bifurquen fins a l'obertura externa. En aus i mamífers, contenen ossos branquiats o cartílags anomenats cornets nasals, la funció dels quals és escalfar l'aire en la inspiració i recuperar humitat en l'exhalació. Els peixos no respiren pel nas, però sí que tenen dos petits orificis que utilitzen per olorar.
Les aus de la família Procellariiformes es distingeixen de la resta per les extensions tubulars dels seus narius. En els humans, el cicle nasal és el cicle ultradià dels vasos sanguinis de cada nariu que s'inflen i després s'empetiteixen. Durant un dia, s'aniran turnant aproximadament quatre hores, cosa que significa que només s'utilitza un únic nariu en un determinat moment.